# Resolutie 1192 Veiligheidsraad Verenigde Naties
Resolutie 1192 van de Veiligheidsraad van de Verenigde Naties werd op 27 augustus 1998 unaniem door de VN-Veiligheidsraad aangenomen.

## Achtergrond
Op 21 december 1988 stortte Pan Am vlucht 103 na een bomexplosie neer boven het Schotse plaatsje Lockerbie. Het onderzoek leidde tot twee agenten van de Libische geheime dienst. Libië weigerde mee te werken aan het onderzoek en de twee uit te leveren. Daarom legde de VN-Veiligheidsraad het land een wapen- en luchtvaartembargo op. Pas op het einde van de jaren 1990 veranderde de houding van Libië. In 1999 werden de twee uitgeleverd en in 2001 werden ze in Nederland berecht.
Op 19 september 1989 werd een Frans vliegtuig van Union de Transports Aériens opgeblazen boven Niger. Ook deze aanslag bleek door Libië te zijn gedirigeerd.

## Inhoud

### Waarnemingen
De door de secretaris-generaal aangestelde onafhankelijke experts hadden een rapport ingediend.

### Handelingen
De Veiligheidsraad eiste nogmaals dat Libië zou voldoen aan de voorgaande resoluties. Het Verenigd Koninkrijk en de Verenigde Staten hadden een initiatief gelanceerd om twee verdachten te berechten voor een Schotse rechtbank met zetel in Nederland. Nederland en het Verenigd Koninkrijk werd gevraagd daarvoor de nodige regelingen te treffen. Libië moest verzekeren dat de twee verdachten, het bewijsmateriaal en de getuigen voor die rechtbank zouden verschijnen. De secretaris-generaal werd gevraagd Libië te helpen met de overdracht van de twee beschuldigden aan Nederland en om waarnemers te sturen naar het proces.

## Verwante resoluties
- Resolutie 883 Veiligheidsraad Verenigde Naties (1993)
- Resolutie 910 Veiligheidsraad Verenigde Naties (1994)
- Resolutie 1506 Veiligheidsraad Verenigde Naties (2003)
- Resolutie 1970 Veiligheidsraad Verenigde Naties (2011)

Lijst ·  1147 ·  1148 ·  1149 ·  1150 ·  1151 ·  1152 ·  1153 ·  1154 ·  1155 ·  1156 ·  1157 ·  1158 ·  1159 ·  1160 ·  1161 ·  1162 ·  1163 ·  1164 ·  1165 ·  1166 ·  1167 ·  1168 ·  1169 ·  1170 ·  1171 ·  1172 ·  1173 ·  1174 ·  1175 ·  1176 ·  1177 ·  1178 ·  1179 ·  1180 ·  1181 ·  1182 ·  1183 ·  1184 ·  1185 ·  1186 ·  1187 ·  1188 ·  1189 ·  1190 ·  1191 ·  1192 ·  1193 ·  1194 ·  1195 ·  1196 ·  1197 ·  1198 ·  1199 ·  1200 ·  1201 ·  1202 ·  1203 ·  1204 ·  1205 ·  1206 ·  1207 ·  1208 ·  1209 ·  1210 ·  1211 ·  1212 ·  1213 ·  1214 ·  1215 ·  1216 ·  1217 ·  1218 ·  1219